# 鹿瀛理
鹿瀛理（1852年—1901年），字安仲，號喬笙，直隸定興（河北）人，蒙古族寶格氏，清末政治人物，進士出身。

## 生平
清末增生。任刑部候補主事兼襲騎都尉世職。光緒十一年（1885年）中乙酉科順天鄉試舉人。次年連捷丙戌科進士。同年五月，改翰林院庶吉士。光緒十五年（1889年）四月，散館，授編修。充武英殿、国史馆纂修，河南补用知府，授朝議大夫、昭武都尉。

## 家族
鹿瀛理出身定興望族鹿氏。十世祖鹿久徵、八世祖鹿善繼皆為晚明名臣。祖父鹿丕宗，任都勻府知府時，死於苗民起義，清廷誥授騎都尉世職。清末重臣鹿傳霖是其叔父。